# Carl Friedrich Wilhelm Claus
Pour les articles homonymes, voir Claus.
Carl Friedrich Wilhelm Claus est un zoologiste allemand, né le 2 janvier 1835 et mort le 18 janvier 1899.
Il étudie à Marbourg et à Giessen auprès de Rudolf Leuckart (1822-1898). Il enseigne à Marbourg, à Wurtzbourg, à Göttingen et à Vienne. Il dirige la station de zoologie marine de Trieste où Sigmund Freud a été un de ses assistants. Spécialiste des crustacés, il fonde la classification moderne de ce groupe.